# Lijst van Franse ministers van Buitenlandse Zaken

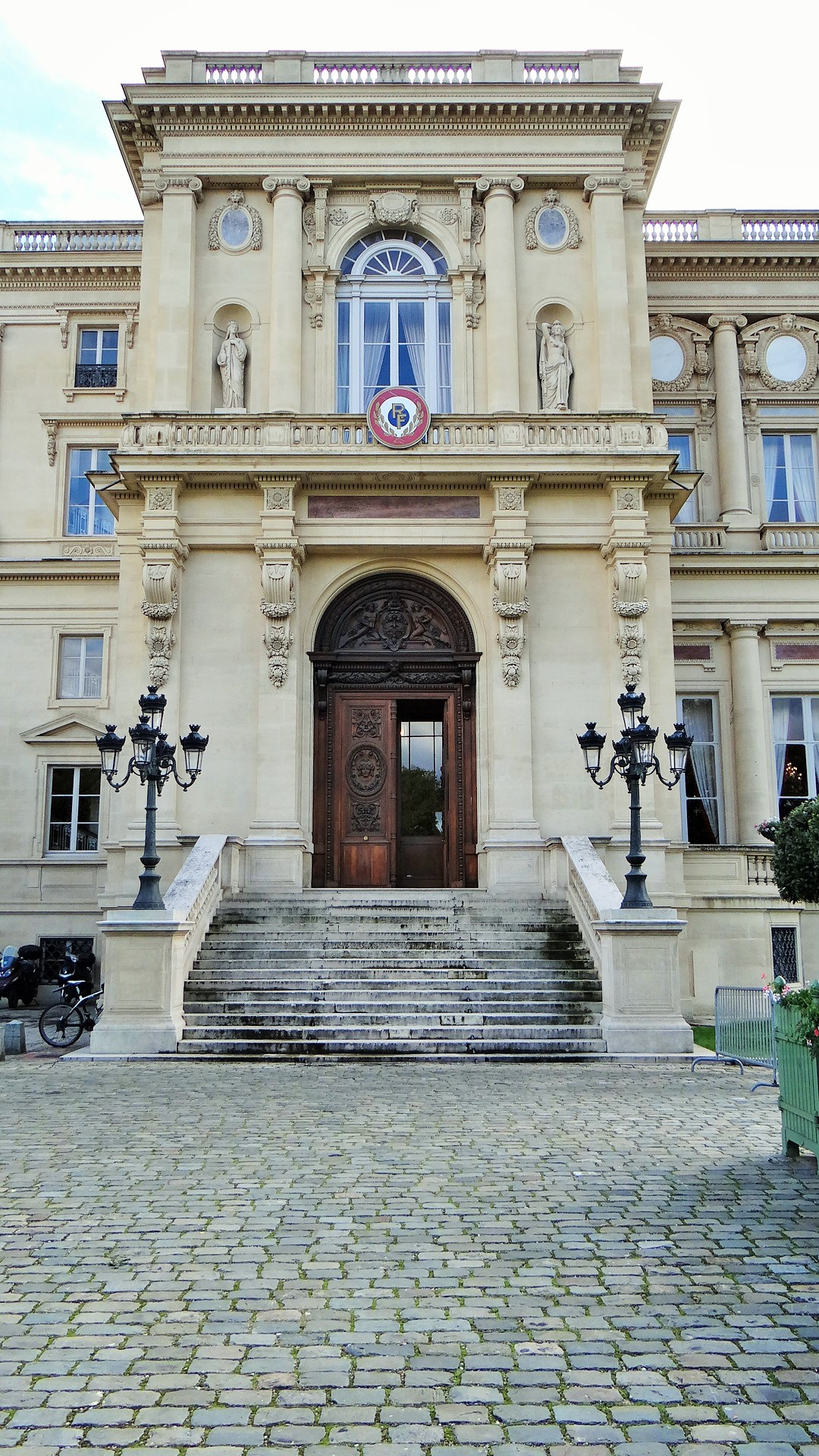
De ingang van het ministerie van Buitenlandse Zaken aan de Quai d'Orsay in Parijs

De minister van Buitenlandse Zaken van Frankrijk is verantwoordelijk voor de relaties tussen Frankrijk en andere landen. Het ministerie van Buitenlandse Zaken is gehuisvest aan de Quai d'Orsay in Parijs; vaak wordt de naam Quai d'Orsay als synoniem voor het ministerie gebruikt. Een deel van het ministerie is gevestigd in Nantes.
De huidige minister is Jean-Noël Barrot, aangesteld op 21 september 2024 in de regering-Barnier.
In 1589 werd er voor het eerst een staatssecretaris van Buitenlandse Zaken benoemd. In 1791 werd het ambt van minister van Buitenlandse Zaken ingesteld. Van 1794 tot 1795 was er geen minister van Buitenlandse Zaken omdat de Nationale Conventie bepaald had dat er geen ministers mochten zijn. In jaren 80 van de twintigste eeuw heette de minister van Buitenlandse Zaken korte tijd minister van Externe Zaken.

## Ministers van Buitenlandse Zaken (1589–1958)
| Minister                                                                | Begin ambtstermijn | Einde ambtstermijn |
| ----------------------------------------------------------------------- | ------------------ | ------------------ |
| Louis de Revol                                                          | 1 januari 1589     | 17 september 1594  |
| Nicolas de Neufville, seigneur de Villeroy                              | 30 december 1594   | 9 augustus 1616    |
| Armand Jean du Plessis de Richelieu, bisschop van Luçon                 | 30 november 1616   | 24 april 1617      |
| Pierre Brulart, burggraaf de Puysieux                                   | 24 april 1617      | 11 maart 1626      |
| Raymond Phelypeaux, seigneur d'Herbault                                 | 11 maart 1626      | 2 mei 1629         |
| Claude Bouthillier                                                      | 2 mei 1629         | 18 maart 1632      |
| Léon Bouthillier, graaf de Chavigny                                     | 18 maart 1632      | 23 juni 1643       |
| Henri-Auguste de Loménie, graaf de Brienne                              | 23 juni 1643       | 3 april 1663       |
| Hugues de Lionne                                                        | 3 april 1663       | 1 september 1671   |
| Simon Arnauld de Pomponne                                               | 1 september 1671   | 18 november 1679   |
| Charles Colbert, markies de Croissy                                     | 12 februari 1680   | 28 juli 1696       |
| Jean-Baptiste Colbert de Torcy                                          | 28 juli 1696       | 22 september 1715  |
| Nicolas du Blé, markies d'Huxelles                                      | 23 september 1715  | 1 september 1718   |
| Guillaume Dubois                                                        | 24 september 1718  | 10 augustus 1723   |
| Charles Jean-Baptiste Fleuriau, graaf de Morville                       | 16 augustus 1723   | 19 augustus 1727   |
| Germain Louis Chauvelin                                                 | 23 augustus 1727   | 20 februari 1737   |
| Jean-Jacques Amelot de Chaillou                                         | 22 februari 1737   | 26 april 1744      |
| Adrien Maurice, hertog de Noailles                                      | 26 april 1744      | 19 november 1744   |
| René de Voyer de Paulmy, markies d'Argenson                             | 19 november 1744   | 10 januari 1747    |
| Louis Philogène Brûlart, burggraaf de Puisieulx                         | 27 januari 1747    | 9 september 1751   |
| François Dominique de Barberie de Saint-Contest                         | 11 september 1751  | 24 juli 1754       |
| Antoine Louis Rouillé                                                   | 24 juli 1754       | 28 juni 1757       |
| François Joachim de Pierre de Bernis                                    | 28 juni 1757       | 9 oktober 1758     |
| Étienne François, hertog de Choiseul                                    | 3 december 1758    | 13 oktober 1761    |
| César Gabriel de Choiseul-Chevigny, hertog de Praslin                   | 13 oktober 1761    | 10 april 1766      |
| Étienne François, hertog de Choiseul                                    | 10 april 1766      | 24 december 1770   |
| Louis Phélypeaux, hertog de La Vrillère                                 | 24 december 1770   | 6 juni 1771        |
| Emmanuel Armand de Vignerot du Plessis de Richelieu, hertog d'Aiguillon | 6 juni 1771        | 2 juni 1774        |
| Henri Léonard Jean Baptiste Bertin                                      | 2 juni 1774        | 21 juli 1774       |
| Charles Gravier, graaf de Vergennes                                     | 21 juli 1774       | 13 februari 1787   |
| Armand Marc, graaf de Montmorin Saint-Hérem                             | 14 februari 1787   | 13 juli 1789       |
| Paul François de Quelen, hertog de la Vauguyon                          | 13 juli 1789       | 16 juli 1789       |
| Armand Marc, graaf de Montmorin Saint-Hérem                             | 16 juli 1789       | 29 november 1791   |
| Claude Antoine Valdec de Lessart                                        | 29 november 1791   | 15 maart 1792      |
| Charles Dumouriez                                                       | 15 maart 1792      | 13 juni 1792       |
| Pierre Paul de Méredieu, baron de Naillac                               | 13 juni 1792       | 18 juni 1792       |
| Scipion Victor, markies de Chambonas                                    | 18 juni 1792       | 23 juli 1792       |
| François Joseph de Gratet, burggraaf Dubouchage                         | 23 juli 1792       | 1 augustus 1792    |
| Claude Bigot de Sainte-Croix                                            | 1 augustus 1792    | 10 augustus 1792   |
| Pierre Henri Hélène Marie Lebrun-Tondu                                  | 10 augustus 1792   | 21 juni 1793       |
| François Louis Michel Chemin Deforgues                                  | 21 juni 1793       | 2 april 1794       |
| Jean Marie Claude Alexandre Goujon                                      | 5 april 1794       | 8 april 1794       |
| Martial Joseph Armand Herman                                            | 8 april 1794       | 20 april 1794      |
| geen                                                                    | 20 april 1794      | 3 november 1795    |
| Charles Delacroix                                                       | 3 november 1795    | 15 juli 1797       |
| Charles Maurice de Talleyrand-Périgord                                  | 15 juli 1797       | 20 juli 1799       |
| Karl Reinhard                                                           | 20 juli 1799       | 22 november 1799   |
| Charles Maurice de Talleyrand, prins de Bénévent                        | 22 november 1799   | 9 augustus 1807    |
| Jean-Baptiste Nompère de Champagny, hertog de Cadore                    | 9 augustus 1807    | 17 april 1811      |
| Hugues Bernard Maret, hertog de Bassano                                 | 17 april 1811      | 20 november 1813   |
| Armand Augustin Louis Caulaincourt, hertog de Vicence                   | 20 november 1813   | 1 april 1814       |
| Antoine René Charles Mathurin, graaf de Laforest                        | 3 april 1814       | 13 mei 1814        |
| Charles Maurice de Talleyrand-Périgord, prins de Bénévent               | 13 mei 1814        | 20 maart 1815      |
| Armand Augustin Louis Caulaincourt, hertog de Vicence                   | 20 maart 1815      | 22 juni 1815       |
| Louis, baron Bignon                                                     | 22 juni 1815       | 7 juli 1815        |
| Charles Maurice de Talleyrand-Périgord, prins de Bénévent               | 9 juli 1815        | 26 september 1815  |
| Armand Emmanuel du Plessis, hertog de Richelieu                         | 26 september 1815  | 29 december 1818   |
| Jean Joseph Paul Augustin, markies Dessolles                            | 29 december 1818   | 19 november 1819   |
| Étienne Denis, baron Pasquier                                           | 19 november 1819   | 14 december 1821   |
| Mathieu Jean Félicité, hertog de Montmorency-Laval                      | 14 december 1821   | 28 december 1822   |
| François-René, burggraaf de Chateaubriand                               | 28 december 1822   | 4 augustus 1824    |
| Ange Hyacinthe Maxence, baron de Damas                                  | 4 augustus 1824    | 4 januari 1828     |
| Auguste, graaf de La Ferronays                                          | 4 januari 1828     | 24 april 1829      |
| Anne Pierre Adrien, hertog de Montmorency-Laval                         | 24 april 1829      | 14 mei 1829        |
| Joseph-Marie, graaf Portalis                                            | 14 mei 1829        | 8 augustus 1829    |
| Jules Armand Auguste Marie, prins de Polignac                           | 8 augustus 1829    | 29 juli 1830       |
| Victor Louis Victurnien, hertog de Mortemart                            | 29 juli 1830       | 29 juli 1830       |
| Louis, baron Bignon                                                     | 31 juli 1830       | 1 augustus 1830    |
| Jean-Baptiste, graaf Jourdan                                            | 1 augustus 1830    | 11 augustus 1830   |
| Louis, graaf Molé                                                       | 11 augustus 1830   | 2 november 1830    |
| Nicolas Joseph, markies Maison                                          | 2 november 1830    | 17 november 1830   |
| Horace François Bastien, baron Sébastiani                               | 17 november 1830   | 11 oktober 1832    |
| Victor, hertog de Broglie                                               | 11 oktober 1832    | 4 april 1834       |
| Henri Gauthier, graaf de Rigny                                          | 4 april 1834       | 10 november 1834   |
| Charles Joseph, graaf Bresson                                           | 10 november 1834   | 18 november 1834   |
| Henri Gauthier, graaf de Rigny                                          | 18 november 1834   | 12 maart 1835      |
| Victor, hertog de Broglie                                               | 12 maart 1835      | 22 februari 1836   |
| Adolphe Thiers                                                          | 22 februari 1836   | 6 september 1836   |
| Louis, graaf Molé                                                       | 6 september 1836   | 31 maart 1839      |
| Napoléon Auguste Lannes, graaf de Montebello                            | 31 maart 1839      | 12 mei 1839        |
| Nicolas Jean de Dieu Soult, hertog van Dalmatië                         | 12 mei 1839        | 1 maart 1840       |
| Adolphe Thiers                                                          | 1 maart 1840       | 29 oktober 1840    |
| François Guizot                                                         | 29 oktober 1840    | 23 februari 1848   |
| Alphonse de Lamartine                                                   | 24 februari 1848   | 11 mei 1848        |
| Jules Bastide                                                           | 11 mei 1848        | 29 juni 1848       |
| Marie-Alphonse Bedeau                                                   | 29 juni 1848       | 17 juli 1848       |
| Jules Bastide                                                           | 17 juli 1848       | 20 december 1848   |
| Édouard Drouyn de Lhuys                                                 | 20 december 1848   | 2 juni 1849        |
| Alexis de Tocqueville                                                   | 2 juni 1849        | 31 oktober 1849    |
| Alphonse de Rayneval                                                    | 31 oktober 1849    | 17 november 1849   |
| Jean-Ernest Ducos, burggraaf de La Hitte                                | 17 november 1849   | 9 januari 1851     |
| Édouard Drouyn de Lhuys                                                 | 9 januari 1851     | 24 januari 1851    |
| Anatole, baron Brénier de Renaudière                                    | 24 januari 1851    | 10 april 1851      |
| Pierre Jules Baroche                                                    | 10 april 1851      | 26 oktober 1851    |
| Louis Félix Étienne, markies de Turgot                                  | 26 oktober 1851    | 28 juli 1852       |
| Édouard Drouyn de Lhuys                                                 | 28 juli 1852       | 7 mei 1855         |
| Alexandre Colonna, graaf Walewski                                       | 7 mei 1855         | 4 januari 1860     |
| Pierre Jules Baroche                                                    | 4 januari 1860     | 24 januari 1860    |
| Édouard Thouvenel                                                       | 24 januari 1860    | 15 oktober 1862    |
| Édouard Drouyn de Lhuys                                                 | 15 oktober 1862    | 1 september 1866   |
| Charles de La Valette                                                   | 1 september 1866   | 2 oktober 1866     |
| Léonel de Moustier                                                      | 2 oktober 1866     | 17 december 1868   |
| Charles de La Valette                                                   | 17 december 1868   | 17 juli 1869       |
| Henri-Godefroi de La Tour d'Auvergne                                    | 17 juli 1869       | 2 januari 1870     |
| Napoléon Daru                                                           | 2 januari 1870     | 14 april 1870      |
| Émile Ollivier                                                          | 14 april 1870      | 15 mei 1870        |
| Antoine Alfred Agénor de Gramont                                        | 15 mei 1870        | 10 augustus 1870   |
| Henri-Godefroi de La Tour d'Auvergne                                    | 10 augustus 1870   | 4 september 1870   |
| Jules Favre                                                             | 4 september 1870   | 2 augustus 1871    |
| Charles de Rémusat                                                      | 2 augustus 1871    | 25 mei 1873        |
| Albert de Broglie                                                       | 25 mei 1873        | 26 november 1873   |
| Louis Decazes, hertog de Glucksberg                                     | 29 november 1873   | 23 november 1877   |
| Gaston-Robert, markies de Banneville                                    | 23 november 1877   | 13 december 1877   |
| William Henry Waddington                                                | 13 december 1877   | 28 december 1879   |
| Charles de Freycinet                                                    | 28 december 1879   | 23 september 1880  |
| Jules Barthélemy-Saint-Hilaire                                          | 23 september 1880  | 14 november 1881   |
| Léon Gambetta                                                           | 14 november 1881   | 30 januari 1882    |
| Charles de Freycinet                                                    | 30 januari 1882    | 7 augustus 1882    |
| Charles Duclerc                                                         | 7 augustus 1882    | 29 januari 1883    |
| Armand Fallières                                                        | 29 januari 1883    | 21 februari 1883   |
| Paul-Armand Challemel-Lacour                                            | 21 februari 1883   | 20 november 1883   |
| Jules Ferry                                                             | 20 november 1883   | 6 april 1885       |
| Charles de Freycinet                                                    | 6 april 1885       | 11 december 1886   |
| Émile Flourens                                                          | 11 december 1886   | 3 april 1888       |
| René Goblet                                                             | 3 april 1888       | 22 februari 1889   |
| Eugène Spuller                                                          | 22 februari 1889   | 17 maart 1890      |
| Alexandre Ribot                                                         | 17 maart 1890      | 11 januari 1893    |
| Jules Develle                                                           | 11 januari 1893    | 3 december 1893    |
| Jean Casimir-Périer                                                     | 3 december 1893    | 30 mei 1894        |
| Gabriel Hanotaux                                                        | 30 mei 1894        | 1 november 1895    |
| Marcellin Berthelot                                                     | 1 november 1895    | 28 maart 1896      |
| Léon Bourgeois                                                          | 28 maart 1896      | 29 april 1896      |
| Gabriel Hanotaux                                                        | 29 april 1896      | 28 juni 1898       |
| Théophile Delcassé                                                      | 28 juni 1898       | 6 juni 1905        |
| Maurice Rouvier                                                         | 6 juni 1905        | 13 maart 1906      |
| Léon Bourgeois                                                          | 14 maart 1906      | 25 oktober 1906    |
| Stéphen Pichon                                                          | 25 oktober 1906    | 2 maart 1911       |
| Jean Cruppi                                                             | 2 maart 1911       | 27 juni 1911       |
| Justin de Selves                                                        | 27 juni 1911       | 9 januari 1912     |
| Raymond Poincaré                                                        | 14 januari 1912    | 22 januari 1913    |
| Charles Jonnart                                                         | 22 januari 1913    | 22 maart 1913      |
| Stéphen Pichon                                                          | 22 maart 1913      | 9 december 1913    |
| Gaston Doumergue                                                        | 9 december 1913    | 9 juni 1914        |
| Léon Bourgeois                                                          | 9 juni 1914        | 13 juni 1914       |
| René Viviani                                                            | 13 juni 1914       | 3 augustus 1914    |
| Gaston Doumergue                                                        | 3 augustus 1914    | 26 augustus 1914   |
| Théophile Delcassé                                                      | 26 augustus 1914   | 13 oktober 1915    |
| René Viviani                                                            | 13 oktober 1915    | 29 oktober 1915    |
| Aristide Briand                                                         | 29 oktober 1915    | 20 maart 1917      |
| Alexandre Ribot                                                         | 20 maart 1917      | 23 oktober 1917    |
| Louis Barthou                                                           | 23 oktober 1917    | 16 november 1917   |
| Stéphen Pichon                                                          | 16 november 1917   | 20 januari 1920    |
| Alexandre Millerand                                                     | 20 januari 1920    | 24 september 1920  |
| Georges Leygues                                                         | 24 september 1920  | 16 januari 1921    |
| Aristide Briand                                                         | 16 januari 1921    | 15 januari 1922    |
| Raymond Poincaré                                                        | 15 januari 1922    | 9 juni 1924        |
| Edmond Lefebvre du Prey                                                 | 9 juni 1924        | 14 juni 1924       |
| Édouard Herriot                                                         | 14 juni 1924       | 17 april 1925      |
| Aristide Briand                                                         | 17 april 1925      | 19 juli 1926       |
| Édouard Herriot                                                         | 19 juli 1926       | 23 juli 1926       |
| Aristide Briand                                                         | 23 juli 1926       | 14 januari 1932    |
| Pierre Laval                                                            | 14 januari 1932    | 20 februari 1932   |
| André Tardieu                                                           | 20 februari 1932   | 3 juni 1932        |
| Édouard Herriot                                                         | 3 juni 1932        | 18 december 1932   |
| Joseph Paul-Boncour                                                     | 18 december 1932   | 30 januari 1934    |
| Édouard Daladier                                                        | 30 januari 1934    | 9 februari 1934    |
| Louis Barthou                                                           | 9 februari 1934    | 9 oktober 1934     |
| Pierre Laval                                                            | 13 oktober 1934    | 24 januari 1936    |
| Pierre Étienne Flandin                                                  | 24 januari 1936    | 4 juni 1936        |
| Yvon Delbos                                                             | 4 juni 1936        | 13 maart 1938      |
| Joseph Paul-Boncour                                                     | 13 maart 1938      | 10 april 1938      |
| Georges Bonnet                                                          | 10 april 1938      | 13 september 1939  |
| Édouard Daladier                                                        | 13 september 1939  | 21 maart 1940      |
| Paul Reynaud                                                            | 21 maart 1940      | 18 mei 1940        |
| Édouard Daladier                                                        | 18 mei 1940        | 5 juni 1940        |
| Paul Reynaud                                                            | 5 juni 1940        | 16 juni 1940       |
| Paul Baudouin                                                           | 16 juni 1940       | 28 oktober 1940    |
| Pierre Laval                                                            | 28 oktober 1940    | 13 december 1940   |
| Pierre Étienne Flandin                                                  | 13 december 1940   | 9 februari 1941    |
| François Darlan                                                         | 10 februari 1941   | 18 april 1942      |
| Pierre Laval                                                            | 18 april 1942      | 19 augustus 1944   |
| Vrije Franse Commissarissen                                             |                    |                    |
| Maurice Dejean                                                          | 24 september 1941  | 17 oktober 1942    |
| René Pleven                                                             | 17 oktober 1942    | 5 februari 1943    |
| René Massigli                                                           | 5 februari 1943    | 10 september 1944  |
| Ministers                                                               |                    |                    |
| Georges Bidault                                                         | 10 september 1944  | 16 december 1946   |
| Léon Blum                                                               | 16 december 1946   | 22 januari 1947    |
| Georges Bidault                                                         | 22 januari 1947    | 26 juli 1948       |
| Robert Schuman                                                          | 26 juli 1948       | 8 januari 1953     |
| Georges Bidault                                                         | 8 januari 1953     | 19 juni 1954       |
| Pierre Mendès France                                                    | 19 juni 1954       | 20 januari 1955    |
| Edgar Faure                                                             | 20 januari 1955    | 23 februari 1955   |
| Antoine Pinay                                                           | 23 februari 1955   | 1 februari 1956    |
| Christian Pineau                                                        | 1 februari 1956    | 14 mei 1958        |
| René Pleven                                                             | 14 mei 1958        | 1 juni 1958        |

## Ministers van Buitenlandse Zaken (1959–heden)
| Minister van Buitenlandse Zaken Ministre des Affaires étrangères | Minister van Buitenlandse Zaken Ministre des Affaires étrangères | Minister van Buitenlandse Zaken Ministre des Affaires étrangères | Ambtstermijn               | Ambtstermijn      | Partij(en)      | Premier(s)                            | Kabinet(en)       |
| ---------------------------------------------------------------- | ---------------------------------------------------------------- | ---------------------------------------------------------------- | -------------------------- | ----------------- | --------------- | ------------------------------------- | ----------------- |
|                                                                  | Maurice Couve de Murville                                        | Maurice Couve de Murville (1907–1999)                            | 8 januari 1959             | 10 juli 1968      | UNR             | Michel Debré (1959–1962)              | Debré             |
| Georges Pompidou (1962–1968)                                     | Maurice Couve de Murville                                        | Maurice Couve de Murville (1907–1999)                            | 8 januari 1959             | 10 juli 1968      | UNR             | Pompidou I                            |                   |
| Georges Pompidou (1962–1968)                                     | Maurice Couve de Murville                                        | Maurice Couve de Murville (1907–1999)                            | 8 januari 1959             | 10 juli 1968      | UNR             | Pompidou II                           |                   |
| Georges Pompidou (1962–1968)                                     | Maurice Couve de Murville                                        | Maurice Couve de Murville (1907–1999)                            | 8 januari 1959             | 10 juli 1968      | UNR             | Pompidou III                          |                   |
| Georges Pompidou (1962–1968)                                     | Maurice Couve de Murville                                        | Maurice Couve de Murville (1907–1999)                            | 8 januari 1959             | 10 juli 1968      | UNR             | Pompidou IV                           |                   |
|                                                                  | Michel Debré                                                     | Michel Debré (1912–1996)                                         | 10 juli 1968               | 20 juni 1969      | UDR             | Maurice Couve de Murville (1968–1969) | Couve de Murville |
|                                                                  | Maurice Schumann                                                 | Maurice Schumann (1911–1998)                                     | 20 juni 1969               | 5 april 1973      | UDR             | Jacques Chaban- Delmas (1969–1972)    | Chaban- Delmas    |
| Pierre Messmer (1972–1974)                                       | Maurice Schumann                                                 | Maurice Schumann (1911–1998)                                     | 20 juni 1969               | 5 april 1973      | UDR             | Messmer I                             |                   |
| Pierre Messmer (1972–1974)                                       |                                                                  | Raymond Barre                                                    | Michael Jobert (1921–2002) | 5 april 1973      | 27 mei 1974     | DVG                                   | Messmer II        |
| Pierre Messmer (1972–1974)                                       | Messmer III                                                      | Raymond Barre                                                    | Michael Jobert (1921–2002) | 5 april 1973      | 27 mei 1974     | DVG                                   |                   |
|                                                                  | Jean Sauvagnargues                                               | Jean Sauvagnargues (1915–2002)                                   | 27 mei 1974                | 26 augustus 1976  | O               | Jacques Chirac (1974–1976)            | Chirac I          |
|                                                                  | Raymond Barre                                                    | Louis de Guiringaud (1911–1982)                                  | 26 augustus 1976           | 29 november 1978  | DVD             | Raymond Barre (1976–1981)             | Barre I           |
| Barre II                                                         | Raymond Barre                                                    | Louis de Guiringaud (1911–1982)                                  | 26 augustus 1976           | 29 november 1978  | DVD             | Raymond Barre (1976–1981)             |                   |
| Barre III                                                        | Raymond Barre                                                    | Louis de Guiringaud (1911–1982)                                  | 26 augustus 1976           | 29 november 1978  | DVD             | Raymond Barre (1976–1981)             |                   |
|                                                                  | Jean François-Poncet                                             | Jean François- Poncet (1928–2012)                                | 29 november 1978           | 21 mei 1981       | UDF             | Raymond Barre (1976–1981)             |                   |
|                                                                  | Claude Cheysson                                                  | Claude Cheysson (1920–2012)                                      | 21 mei 1981                | 8 december 1984   | PS              | Pierre Mauroy (1981–1984)             | Mauroy I          |
| Mauroy II                                                        | Claude Cheysson                                                  | Claude Cheysson (1920–2012)                                      | 21 mei 1981                | 8 december 1984   | PS              | Pierre Mauroy (1981–1984)             |                   |
| Mauroy III                                                       | Claude Cheysson                                                  | Claude Cheysson (1920–2012)                                      | 21 mei 1981                | 8 december 1984   | PS              | Pierre Mauroy (1981–1984)             |                   |
| Laurent Fabius (1984–1986)                                       | Claude Cheysson                                                  | Claude Cheysson (1920–2012)                                      | 21 mei 1981                | 8 december 1984   | PS              | Fabius                                |                   |
| Laurent Fabius (1984–1986)                                       |                                                                  | Roland Dumas                                                     | Roland Dumas (1922)        | 8 december 1984   | 20 maart 1986   | Fabius                                | PS                |
|                                                                  | Jean-Bernard Raimond                                             | Jean-Bernard Raimond (1926–2016)                                 | 20 maart 1986              | 10 mei 1988       | RPR             | Jacques Chirac (1986–1988)            | Chirac II         |
|                                                                  | Roland Dumas                                                     | Roland Dumas (1922)                                              | 10 mei 1988                | 29 maart 1993     | PS              | Michel Rocard (1988–1991)             | Rocard I          |
| Rocard II                                                        | Roland Dumas                                                     | Roland Dumas (1922)                                              | 10 mei 1988                | 29 maart 1993     | PS              | Michel Rocard (1988–1991)             |                   |
| Édith Cresson (1991–1992)                                        | Roland Dumas                                                     | Roland Dumas (1922)                                              | 10 mei 1988                | 29 maart 1993     | PS              | Cresson                               |                   |
| Pierre Bérégovoy (1992–1993)                                     | Roland Dumas                                                     | Roland Dumas (1922)                                              | 10 mei 1988                | 29 maart 1993     | PS              | Bérégovoy                             |                   |
|                                                                  | Alain Juppé                                                      | Alain Juppé (1945)                                               | 29 maart 1993              | 17 mei 1995       | RPR             | Édouard Balladur (1993–1995)          | Balladur          |
|                                                                  |                                                                  | Hervé de Charette (1938)                                         | 17 mei 1995                | 3 juni 1997       | UDF             | Alain Juppé (1995–1997)               | Juppé I           |
| Juppé II                                                         |                                                                  | Hervé de Charette (1938)                                         | 17 mei 1995                | 3 juni 1997       | UDF             | Alain Juppé (1995–1997)               |                   |
|                                                                  | Hubert Védrine                                                   | Hubert Védrine (1947)                                            | 3 juni 1997                | 6 mei 2002        | PS              | Lionel Jospin (1997–2002)             | Jospin            |
|                                                                  | Dominique de Villepin                                            | Dominique de Villepin (1953)                                     | 6 mei 2002                 | 31 maart 2004     | UMP             | Jean-Pierre Raffarin (2002–2005)      | Raffarin I        |
| Raffarin II                                                      | Dominique de Villepin                                            | Dominique de Villepin (1953)                                     | 6 mei 2002                 | 31 maart 2004     | UMP             | Jean-Pierre Raffarin (2002–2005)      |                   |
|                                                                  | Michel Barnier                                                   | Michel Barnier (1951)                                            | 31 maart 2004              | 25 februari 2005  | UMP             | Jean-Pierre Raffarin (2002–2005)      | Raffarin III      |
|                                                                  | Philippe Douste-Blazy                                            | Philippe Douste-Blazy (1953)                                     | 25 februari 2005           | 16 mei 2007       | UMP             | Dominique de Villepin (2005–2007)     | de Villepin       |
|                                                                  | Bernard Kouchner                                                 | Bernard Kouchner (1939)                                          | 16 mei 2007                | 14 november 2010  | O               | François Fillon (2007–2012)           | Fillon I          |
| Fillon II                                                        | Bernard Kouchner                                                 | Bernard Kouchner (1939)                                          | 16 mei 2007                | 14 november 2010  | O               | François Fillon (2007–2012)           |                   |
|                                                                  | Michèle Alliot-Marie                                             | Michèle Alliot-Marie (1946)                                      | 14 november 2010           | 27 februari 2011  | UMP             | François Fillon (2007–2012)           | Fillon III        |
|                                                                  | Alain Juppé                                                      | Alain Juppé (1945)                                               | 27 februari 2011           | 15 mei 2012       | UMP             | François Fillon (2007–2012)           | Fillon III        |
|                                                                  | Laurent Fabius                                                   | Laurent Fabius (1946)                                            | 15 mei 2012                | 11 februari 2016  | PS              | Jean-Marc Ayrault (2012–2014)         | Ayrault I         |
| Ayrault II                                                       | Laurent Fabius                                                   | Laurent Fabius (1946)                                            | 15 mei 2012                | 11 februari 2016  | PS              | Jean-Marc Ayrault (2012–2014)         |                   |
| Manuel Valls (2014–2016)                                         | Laurent Fabius                                                   | Laurent Fabius (1946)                                            | 15 mei 2012                | 11 februari 2016  | PS              | Valls I                               |                   |
| Manuel Valls (2014–2016)                                         | Laurent Fabius                                                   | Laurent Fabius (1946)                                            | 15 mei 2012                | 11 februari 2016  | PS              | Valls II                              |                   |
| Manuel Valls (2014–2016)                                         |                                                                  | Jean-Marc Ayrault                                                | Jean-Marc Ayrault (1950)   | 11 februari 2016  | 17 mei 2017     | PS                                    |                   |
| PS                                                               | Bernard Cazeneuve (2016–2017)                                    | Jean-Marc Ayrault                                                | Jean-Marc Ayrault (1950)   | 11 februari 2016  | 17 mei 2017     | Cazeneuve                             |                   |
|                                                                  | Jean-Yves Le Drian                                               | Jean-Yves Le Drian (1947)                                        | 17 mei 2017                | 20 mei 2022       | DVG (2017–2020) | Édouard Philippe (2017–2020)          | Philippe I        |
| Philippe II                                                      | Jean-Yves Le Drian                                               | Jean-Yves Le Drian (1947)                                        | 17 mei 2017                | 20 mei 2022       | DVG (2017–2020) | Édouard Philippe (2017–2020)          |                   |
| Jean Castex (2020–2022)                                          | Jean-Yves Le Drian                                               | Jean-Yves Le Drian (1947)                                        | 17 mei 2017                | 20 mei 2022       | DVG (2017–2020) | Castex                                |                   |
| Jean Castex (2020–2022)                                          | Jean-Yves Le Drian                                               | Jean-Yves Le Drian (1947)                                        | 17 mei 2017                | 20 mei 2022       | TDP (2020–2022) | Castex                                |                   |
|                                                                  | Catherine Colonna                                                | Catherine Colonna (1956)                                         | 20 mei 2022                | 11 januari 2024   | DVD             | Élisabeth Borne (2022–2024)           | Borne             |
|                                                                  | Stéphane Séjourné                                                | Stéphane Séjourné (1985)                                         | 11 januari 2024            | 21 september 2024 | RE              | Gabriel Attal (2024)                  | Attal             |
|                                                                  | Jean-Noël Barrot                                                 | Jean-Noël Barrot (1983)                                          | 21 september 2024          | heden             | MoDem           | Michel Barnier (2024–heden)           | Barnier           |